# Втора битка при Аламейн
Втората битка при Аламейн е повратна точка в Северноафриканската кампания на Втората световна война. Битката продължава от 23 октомври до 5 ноември 1942 година. Тя е продължение на Първата битка при Аламейн, която спира настъплението на силите на Оста. Генерал Бърнард Монтгомъри поема командването над британската 8-а армия от Клод Окинлек през август 1942 година.
Победата в тази битка бележи обрат в Северноафриканската кампания. Победата на съюзниците при Аламейн премахва надеждите на Оста да окупират Египет, да контролират достъпа до Суецкия канал и да получат достъп до петролните полета в Близкия изток. Загубата при Аламейн бележи края на експанзията на Оста в Африка.

## Предистория
До юли 1942 година, след успеха при Битката при Газала, танкова армия Африка съставена от германски и италиански пехотни и механизирани части под командването на генерал Ервин Ромел прониква дълбоко в Египет. По този начин тя заплашва жизненоважния за британските сили снабдителен път, преминаващ през Суецкия канал. Генерал Клод Окинлек отстъпва с 8-а армия на 50 мили от Александрия до участък, при който Катарската депресия е на 40 мили от Аламейн, разположен на брега. Това дава на защитниците безопасни флангове, тъй като депресията е непроходима за танкове, и относително къса фронтова линия. Там настъплението на Оста бива спряно при Първата битка при Аламейн в началото на юли.
Контраофанзивата на 8-а армия през юли е неуспешна, тъй като Ромел решава да се окопае и да позволи на изтощените си сили да се прегрупират. В края на юли 8-а армия спира всички офанзивни действия, за да възстанови своите сили. В началото на август по време на визита в Кайро на британския министър-председател Уинстън Чърчил и генерал Алън Брук, британския главнокомандващ, за заместник на Окинлек като главнокомандващ на 8-а армия е избран генерал-лейтенант Бърнард Монтгомъри (първоначалният избор е Уилям Гот, но той загива, след като самолетът, с който пътува, е свален от германски изтребител), а като главнокомандващ на войските в Близкия изток е назначен генерал сър Харолд Алекзандър.
Изправен пред прекалено отдалечени доставки и недостатъчни подкрепления, без да предполага че предстои да пристигнат огромни съюзнически подкрепления, Ромел решава да атакува Съюзниците преди да успеят да се подготвят. На 30 август 1942 година авангардът на атаката, воден от две бронетанкови дивизии от Африканския корпус при Алам Халфа не успява да пробие защитата. В очакване на ответна атака от 8-а армия на Бърнард Монтгомъри, танкова армия Африка се окопава.
Факторите, които облагодетелстват защитния план на 8-а армия при Първата битка при Аламейн – късата фронтова линия и защитените флангове – сега са в полза на Ромел. В допълнение, той има достатъчно време да подготви защитните позиции и да изгради обширни минни полета и ограждения с бодлива тел. На 8-а армия се налага да проведе фронтална атака срещу добре подготвени позиции. Харолд Алекзандър и Бърнард Монтгомъри се решени първо да установят числено преимущество, което да е достатъчно не само да пробият защитната линия, но и да унищожат армията на Ромел. В предишните сблъсъци нито една от страните не е имала решаващо превъзходство, за да постигне пълна победа при атака. Страната, която губи, винаги успява да се оттегли и прегрупира.
След още шест седмици подготовка на своите сили британската 8-а армия е готова да атакува. 200 000 войника и 1000 танка под командването на Монтгомъри потеглят срещу 100 000 войника и 500 танка на танкова армия Африка.

## Планът на Съюзниците
С Операция Лайтфут, Монтгомъри се надява да отвори два коридора през минните полета на Оста на север. След това танковете ще преминат и ще победят германските танкове. Атаки за отвличане на вниманието на юг ще попречат на останалата част от силите на Оста да се предвижат на север. Монтгомъри очаква 12-дневна битка в три етапа: „Пробив, прочистване и пречупване на врага.“
През първата нощ на офанзивата, Монтгомъри планира настъпление с четири пехотни дивизии, до цел с кодово име Оксалова линия, преодолявайки челните защити на Оста. През това време инженерите ще разчистят и маркират коридорите в минните полета, през които ще преминат бронетанковите дивизии, за да достигнат целите означени със Скинфлинт (където ще докладват извършения прогрес) и Предела Пиерсън (където ще се съберат и временно ще укрепят своите позиции), намиращи се в дълбочина в защитата на Оста.
Британските сили упражняват известен брой лъжливи маневри през месеците преди битката, за да подлъжат командването на Оста, не само за посоката на атаката, но и за датата на сражението. Тази операция е с кодово име Операция Бертрам. През септември те стоварват известно количество отпадъци (празни кутии и т.н.) под камуфлажни мрежи в северния сектор. След като не последва атака и местата не се променят с времето, силите на Оста постепенно ги игнорират. Това позволява на 8-а армия да изгради складове в челните позиции като заменя боклуците с амуниции, гориво или продоволствия през нощта. През това време се изгражда бутафорен петролопровод, което ще накара Оста да повярва, че атаката ще се проведе в по-късна дата от предвиденото и ще се проведе на юг. В допълнение танковете предназначени за атаката на север са маскирани като транспортни камиони, чрез поставяне на сменяеми дървени структури върху тях.

## Планът на Оста
С провала на офанзивата при Алам Халфа силите на Оста са сериозно изчерпани. Германската и италианската армии са прекалено разпръснати и изтощени, и разчитат на пленените от Съюзниците продоволствия и снаряжение. През август Ромел все още има преимущество в хора и материали. Това бързо се обръща след като получава малобройни подкрепления, за разлика от британските части, които получават войници и екипировка от Англия, Индия, Австралия и известно количество танкове и камиони от САЩ. Ромел продължава да моли за подкрепления, но основната цел на германската военна машина е насочена към Източния фронт и много малко доставки стигат до Северна Африка.
Ромел знае отлично, че британските сили скоро ще са достатъчни за започване на офанзива срещу неговата армия. Единствената му надежда е германските сили при Сталинград бързо да победят съветските и да се предвижат южно през Кавказ и като по този начин заплашат Персия (Иран) и Близкия изток. Това би предизвикало прехвърлянето на британски части от египетския фронт към Персия, което би отложило офанзивата срещу него. Използвайки тази пауза Ромел може да изиска подпрепления за осъществяване на евентуално свързване между неговия Африкански корпус и германските армии, които се бият в Южна Русия, позволявайки окончателна победа над съюзническите армии в Северна Африка и Близкия изток.
През това време частите под негово командване се окопават и очакват възможната атака от страна на Съюзниците или поражението на съветската армия при Сталинград. Те поставят около половин милион мини, основно противотанкови, а района получава името Дяволската градина (много от тях са британски, пленени при Тобрук). Противопехотни мини (като мина тип S) са поставени между противотанковите.
Ромел редува германски и италиански пехотни части в челните линии. Резервите му се състоят от две германски танкови дивизии и една моторизирана пехотна дивизия, и еквивалентни италиански части от същия вид. Тъй като съюзническите мерки за заблуда объркват силите на Оста за посоката на атаката, те се разпръснати по целия фронт. Това ще забави тяхната концентрация срещу съюзническата атака и ще ги принуди да изразходват големи количества гориво, което недостига на Ромел.

## Военни действия
Битката при Аламейн обикновено се разделя на пет фази, включващи начало на битката (23 – 24 октомври), застой (24 – 25 октомври), контраатака (26 – 28 октомври), Операция Суперчардж (1 – 2 ноември) и край на битката (3 – 7 ноември). Периода между 29 и 30 октомври не е включен, тъй като това време се използва от двете страни за прегрупиране на войските.

### Фаза 1: Начало на битката
Операция Лайтфут започва в чистата, ясна вечер на 23 октомври с артилерийски обстрел. Той е внимателно планиран, така че изстреляните от всички 882 оръдия от полевата и средната артилерия снаряди да се взривят едновременно по дългата 40 мили фронтова линия. Обстрелът продължава пет и половина часа и до края му всяко оръдие изстрелва около 600 снаряда. През този период от време 125 тона снаряди падат върху позициите на противника.
Има причина операцията да е наречена Лайтфут (Лек крак) – пехотата атакува първа. Много от противотанковите мини няма да се задействат от пехотата, тъй като те не са достатъчно тежки (оттам и името). С напредването на пехотата инженерите трябва да разчистят пътя за танковете, които идват от към тила. Всеки от проходите трябвало да бъде с ширина 24 фута (7.2 метра), което е достатъчно за танковете да преминат в единична линия. Инженерите трябва да разчистят участък дълъг пет мили през Дяволската градина. Това е трудна задача и като цяло се проваля поради дълбочината на минните полета на Оста.
Съюзническият план включва лъжлива атака от юг от страна на британския 13-и корпус, ангажирайки вниманието на 21-ва танкова дивизия и италианската бронетанкова дивизия Ариете, докато на север британският 30-и корпус се опита да осигури тесен път през германските минни полета за преминаването на бронетанковите дивизии на британския 10-и корпус.
В 22:00 часа пехотата на 30-и корпус започва настъпление. Целта е линията, където се намират най-укрепените позиции на противника. Щом пехотата достига първите минни полета сапьорите се придвижват, за да започнат изграждането на проход за танковете. Към 2:00 часа първите от 500 танка тръгват напред. До 4:00 часа челните танкове са в минното поле, където те вдигат толкова прах, че видимостта намалява рязко. Започва да се образува задръстване, след като танковете не могат да преминат.

### Фаза 2: Застой
Сутринта на 24 октомври, събота, носи неприятности за германския щаб. Точността на артилерийския бараж унищожава германските комуникации, а Георг Щуме, който командва силите на Оста в отсъствието на Ромел, умира от сърдечен удар. Временното командването поема генерал Вилхелм фон Тома.
През това време 30-и корпус е преминал едва първите минни полета. Недостатъчна част от минните полета са прочистени, за да може 10-и корпус да премине. През целия ден Съюзниците атакуват с пехота позициите на Оста, като правят повече от 100 атаки.
Танкови части атакуват 51-ва планинска дивизия след изгрев. До 16:00 часа прогресът е малък. При залез, когато слънцето свети откъм техния гръб, танковете от 15-а танкова дивизия и италианската дивизия Литорио, завиват и атакуват австралийците. Така започва първата танкова битка при Аламейн. Над 100 танка участват в нея и до падането на мрака половината от тях са унищожени, а нито една от страните не осъществява прогрес.
Докато австралийците се бият с 15-а танкова, планинската дивизия, вляво от тях, започва първата битка между танкове и пехота при Аламейн. Тя продължава два дни и е съпроводена с много жертви, но в края Съюзниците държат хребета Кидни.
Неделя, 25 октомври 1942 година
Първоначалната атака приключва в неделя. И двете армии водят боеве без прекъсване в продължение на два дни. Съюзниците преминават през минните полета на запад и осъществяват проникване с дълбочина 5 мили и ширина 6 мили. Те са заели позиции на хребета Митерия на югоизток, но в същото време силите на Оста са здраво окопани в по-голямата част от първоначалните си позиции и битката там е в застой. Генерал Монтгомъри нарежда спиране на бойните действия на юг, евакуация на хребета Митерия и насочване на войските в посока север към морето. Бойното поле ще се концентрира при Кидни и Тел ел Еиса до осъществяване на пробив.
Рано сутринта силите на Оста стартират серия от атаки като използват 15-а танкова и Литорио дивизии. Африканският корпус търси слаби места в отбраната, но не открива такива. След залез пехотата на Съюзниците тръгва в атака. Около полунощ 51-ва дивизия започва три атаки, но никой не знаел къде точно се намират. Последват хаос и сериозни загуби – над 500 съюзнически войника и оцелява само един съюзнически офицер от атакуващите групи.
Докато 51-ва бригада води боеве в района на Кидни, австралийците атакуват кота 29, артилерийски наблюдателен пункт на Оста с височина 20 фута намиращ се на югозапад от Тел ел Еиса. Това е ново настъпление насочено на север, което Монгомъри обмисля по-рано същия ден. То е сцена на разгорещени битки в следващите дни. 26-а австралийска бригада атакува в полунощ. Военно въздушните сили пускат 115 тона бомби и съюзниците превземат позицията и вземат 240 пленници. Боевете продължават в този район и през следващата седмица, тъй като Оста се опитва да си върне този хълм, който е от голямо значение за тяхната защита.

### Фаза 3: Контраатака
Понеделник, 26 октомври 1942 година
Ромел се завръща в Северна Африка през вечерта на 25 октомври и незабавно започва да преценява битката. Той открива, че италианската дивизия Тренто е загубила половината си пехота, 164-та лека дивизия е загубила два батальона, по-голямата част от другите групи са с намалена численост, всички войници са с намалени порциони, множество болни и цялата армия има достатъчно гориво за три дни.
Офанзивата изпада в застой. Чърчил казва: „Наистина ли е невъзможно да се намери генерал, който да може да спечели битка?“.
Контраатака започва в 15:00 часа срещу кота 29 в близост до Тел ел Еиса. Ромел е решен да си върне тази позиция и насочва всички танкове от хребета Кидни към мястото на битката. Въздушни и наземни сили се насочват към мястото, след като Ромел придвижва 21-ва танкова и италианската бронетанкова дивизия Ариете от юг по протежение на пътя Рахман. Това се оказва грешка. Британците държат позицията и частите на Ромел не могат да се оттеглят поради липсата на гориво. Те остават неподвижни на открито на милостта на въздушните атаки.
Въпреки това при хребета Кидни, британците не успяват да възползват от липсващите танкове. При всеки опит да се предвижат напред те са спирани с противотанкови оръдия.
В полза на британците се оказва потапянето на танкера Прозерпина при Тобрук от британските военновъздушни сили, който е последната надежда на Ромел за получаване на гориво.
Вторник, 27 октомври 1942 година
До този момент основната битка се концентрира около Тел ел Акакир и хребета Кидни. 2-ри батальон, стрелкова бригада, принадлежащ към британската 1-ва бронетанкова дивизия, се намира на позиция с кодово име Снайп, на югозапад от Кидни. Съпротивата при Снайп е легендарен епизод от битката при Аламейн. Филипс, в своите записки Аламейн:
| „ | Пустинята трептеше от жегата. Артилерийските части и взводовете са залегнали в дупки и окопи, потта тече като реки по покритите им с прах лица. Носи се отвратителна миризма. Мухите на черни рояци обикаляха телата на мъртвите, екскрементите и тормозеха ранените. Района е изпълнен с горящи танкове и камиони, унищожени оръдия и превозни средства, и навсякъде се носеше пушек и прах от избухването на снаряди и стрелбата на оръдията. | “ |

Минохвъргачките и оръдията на германците не спират през целия ден. Около 16:00 британски танкове по погрешка откриват огън по собствените си позиции, в резултат загиват мнозина. В 17:00 часа Ромел стартира основната си атака. Германските и италианските танкове се придвижват напред. Стрелковата бригада може да разчита само на четири оръдия, но те успяват да унищожат 37 от общо 40 танка на 21-ва танкова дивизия. Останалите три се оттеглят и се организира нова нападение. Но всичките девет танка, които участват са също унищожени. Стрелковата бригада остава само с три оръдия с по три снаряда за всяко, но германците се отказват от атаката.
Сряда-четвъртък, 28 – 29 октомври 1942 година
Австралийската 9-а дивизия продължава да настъпва на северозапад отвъд Тел ел Еиса до държана от противника позиция южно от железопътната линия известна като „Постът на Томпсън“, където успява да пробие по продължение на пътя край брега. До края на деня британците имат 800 танка, докато Оста може да разчита на 148 германски и 187 италиански танка.
С потапянето на танкера Luisiano извън пристанището на Тобрук, Ромел казва на своите командири: „Би било почти невъзможно да отстъпим. Няма достатъчно гориво за такъв операция. Имаме само един избор и той да се бием докрай при Аламейн“.
Петък-неделя, 30 октомври – 1 ноември 1942 година
През нощта на 30 октомври се продължава изпълнението на предишните планове. Австралийците продължават своята атака. Това е техният трети опит да достигнат самия път, което и успяват да направят през тази нощ.
На 31 октомври Ромел стартира четири атаки срещу „Постът на Томпсън“. Боевете са интензивни и често ръкопашни, но през този ден силите на Оста не успяват да си върнат позицията.
Неделя, 1 ноември Ромел прави още един опит да изтика австралийците, но свирепите, отчаяни боеве не носят нищо друго освен загуба на войници и екипировка. Дотогава на Ромел става ясно, че битката е загубена. Той прави планове за отстъпление и изтегляне до Фука, няколко мили на запад. Пристигат 1200 тона с гориво, но твърде късно и се налага да бъдат взривени.

### Фаза 4: Операция Суперчардж
Тази фаза от битката започва на 2 ноември в 1:00 часа, като целта е унищожаване на танковите части на противника, принуждаване на врага да се бие на открито, намаляване на запасите на Оста от гориво, атакуване и окупиране на противниковите продоволствени линии и предизвикване на разпадане на противниковата армия. Интензивността и разрушенията при Суперчардж са по-големи от всичко, което се е случило дотогава през тази битка. Целта на операцията е Тел ел Акакир по продължение на пътя Рахман, който е в основата на защитата на Оста.
Тази атака започва със седем часова въздушна бомбардировка фокусирана върху Тел ел Акакир и Сиди Абдел Рахман, последвана от четири и половина часа артилерийски бараж от 360 оръдия, които изстрелват 15 000 снаряда. Първоначалното настъпление е проведено от новозеландците (към тях са прикачени две бригади от британските пехотни дивизии, а танковете които следват пехотата са част от британската 9-а бронетанкова дивизия). Новозеландския командир Бърнард Фрайбърг се опитва да освободи своята 2-ра дивизия, тъй като те са с намален числен състав и изморени, но това не става и през студената ноемврийска нощ те потеглят срещу противника.
Пехотата постига по-голямата част от своите цели, но също както при Операция Лайтфут, пътеките за танковете са разчистени в края на нощта.
9-а бронетанкова бригада започва придвижване към бойната линия в 20:00 часа от железопътната гара на Аламейн на 1 ноември с приблизително 130 танка, а пристига до изходната позиция със само 94 танка. Бригадата е трябвало да започне атаката към Тел ел Акакир в 5:45 часа под прикритието на артилерийски бараж. Но атаката е отложена с 30 минути, докато се бригадата се прегрупира, по заповед на Джон Сесил Къри. В 6:15 часа, половин час преди изгрев, три полка от бригадата атакуват в посока на огневата линия.
| „                                      | Ние всички осъзнахме, че да атакуваш с танкове стена от оръдия звучи като още една Балаклава, това е задача за пехота. Но нямаше свободна пехота. Така че нашите танкове трябваше да свършат работата. | “ |
| генерал-лейтенант сър Бърнард Фрайбърг | |   |

Джон Сесил Къри се опитва да отмени задачата за неговата бригадата като казва, че смята че ще атакуват на прекалено широк фронт без резерви и че най-вероятно ще понесат 50 процента загуби.
Отговорът идва от Бърнард Фрайбърг, който казва че Монтгомъри"
| „ | ... е наясно с риска и приема вероятността от 100 процента загуби на 9-а бронетанкова бригада при опита да се извърши пробив, но предвид непосредственото настъпление на британската 1-ва бронетанкова бригада, този риск не е считан за голям. | “ |

Германските и италиански противотанкови оръдия (съставени най-вече от Pak 38 и италианските 47 мм оръдия, заедно с 24 от вдъхващите страхопочитание 88 мм оръдие) откриват огън с появяването на силуетите на атакуващите танкове.
Оръдейният огън започва да нанася постоянни загуби на атакуващите танкове, но не успява да ги спре. За периода от половин час около 35 оръдия са унищожени и няколкостотин войника са пленени.
Бригадата започва атаката с 94 танка като в движение остават само 24 (много от останалите са подлежали на ремонт ) и понасят загуби от 230 – 300 души.
| „ | Британските танкове имаха дълг към пехотата и този дълг бе платен от 9-а бронетанкова в героизъм и кръв. | “ |
| Бърнард Монтгомъри, имащ предвид грешките на британските бронетанкови части по време на Първата битка при Аламейн, където те не са могли да подкрепят пехотата така както е трябвало. | |   |

След тези действия, бригади Джентри от 6-а новозеландска бригада отива да огледа бойното поле. След като открива бригадир Къри да спи, той се приближава и казва:
| „ | „Съжалявам, че те будя Джон, но бих искал да знам къде са танковете ти?“ Къри махва с ръка към групата танкове около него и отговаря „Ето ги“. Джентри е объркан. „Нямах предвид танковете на твоя щаб, а танковите полкове. Къде са?“ Къри маха отново с ръка и отговаря, „Това са моите танкови полкове, Бил“. | “ |

Бригадата се пожертва в битката срещу оръдейната линия и нанася тежък удар, но не успява да създаде проход за 1-ва бронетанкова дивизия. Въпреки това, атаката както е очаквано  привлича германските и италианските танкови резерви, които са атакувани и унищожени от 1-ва бронетанкова дивизия и остатъците от 9-а бронетанкова дивизия през останалата част от деня.
Резултата от битката по-късно е наречен „Унищожаването на танковете“. Въпреки че загубите на танковете са приблизително равни, те представляват само част от британските, но почти всички от танковете на Ромел.
Ромел извиква италианската 132-ра бронетанкова дивизия Ариете от юг, за да се присъедини към защитата около Тел ел Акакир. До залез Оста има само трийсет и два танка по целия фронт. Докато Африканския корпус води боеве край Тел ел Акакир, Ромел започва отстъпление към Фука.

### Фаза 5: Край на битката
Ервин Ромел изпраща съобщение на Хитлер обяснявайки незащитимостта на позицията и търсейки разрешение за отстъпление, но получава заповед да не се изтегля. Фон Тома му казва, „Току-що бях на бойното поле. 15-а танкова има десет танка, 21-ва танкова само четиринайсет, Литорио седемнайсет.“ Ромел му прочита съобщението на Хитлер и остава да командва Африканския корпус.
Когато 150 британски танка тръгват след остатъците на 15-а и 21-ва танкови дивизии, фон Тома остава със своите войници. Той е в командния танк в точката, където се събират двете танкови части. Той остава до унищожението на последния танк. В края, когато всичко е загубено, той е стоял до горящия си танк в зоната, която е щяла да стане известна като „танково гробище“.
Въпреки отчаяната ситуация войниците на Ромел запазват своите позиции. Цели части са унищожени, но останалите продължават да се бият. Пробив с ширина 12 мили е отворен във фронтовата линия на Оста. „Ако останем тук, армията няма да може да издържи три дни... Ако се подчиня на заповедта на фюрера, тогава съществува опасността моите войници да не се подчиняват на заповедите... Моите мъже са на първо място!“ Ромел заповядва отстъпление в противоречие със заповедите на Хитлер.
4 ноември 1942 година
На 4 ноември се провеждат последните атаки. Британските 1-ва, 7-а и 10-а бронетанкови дивизии преминават германските линии и започват действия в пустинята. Съюзниците печелят битката. Оста е в отстъпление. През този ден са унищожени бронетанковите Ариете и Литорио дивизии, както и моторизираната дивизия Триесте.
До този момент Ромел е загубил близо 23 000 войника и 1000 танка, има останали само 80 танка. Съюзниците също понасят тежки загуби – 13 500 души са убити, изчезнали или ранени. Генерал-майор Дъглас Уимбърли се заклева, „Никога отново.“

## Анализ и последствия
| „              | Преди Аламейн нямахме победа. След Аламейн нямахме загуба. | “ |
| Уинстън Чърчил |                                                            |   |

Монтгомъри винаги е вярвал, че битката ще бъде битка на изтощение, подобна на тези водени през Първата световна война и точно предсказва продължителността на битката и загубите на Съюзниците. Артилерията е управлявана отлично, но танковите тактики показват остарял манталитет, който води до постоянни загуби на съюзнически части, когато атакуват на открит терен в големи формирования с недостатъчна поддръжка от страна на пехотата и военновъздушните сили. Британската въздушна поддръжка е ограничена, което контрастира с Луфтвафе и италианските Кралски Военновъздушни сили, които предлагат малко или никаква поддръжка на наземните сили, като предпочитат въздушните битки.
В края съюзническата победа е всичко, но не и пълна. Аламейн е първата голяма офанзива срещу германците, при която Съюзниците са победители. Уинстън Чърчил обобщава битката на 10 ноември, 1942 година с думите: „Това не е краят, това не е дори началото на края. Но това вероятно е краят на началото“. Това е най-големият триумф на Монтгомъри. Той приема титлата „Виконт Монтгомъри от Аламейн“, когато е удостоен с аристократическа титла.
Ромел е отблъснат чак до туниските планини, където неговите части получават подкрепления и екипировка след като Хитлер научава за Операция Факел и последвалото предателство на правителството на Виши във Франция. Тези подкрепления биха били полезни по време на битката при Аламейн. Ромел сега е изправен през война на два фронта, с британските части, които го преследват от изток, и британските, френските и американските от запад. Очакванията за кратка кампания срещу силите на Оста води до грешки от страна на неопитните американски части. Това води до продължителна, трудна и скъпо струваща Туниска кампания.

## Значение
Ромел не губи надежда в Африка до края на Туниската кампания. Въпреки това Аламейн е значителна победа на Съюзниците. Най-съществената стъпка към затварянето на този фронт. След три години Африканския театър на бойните действия е разчистен от силите на Оста и Съюзниците обръщат поглед на север към Средиземноморието.